# Spiridon Louis
Spiridon "Spiros" Louis (græsk: Σπυρίδων Λούης, født 12. januar 1873, død 26. marts 1940) var en græsk vandbærer, der vandt maratonløbet ved de første moderne olympiske lege, OL i Athen 1896 og dermed blev nationalhelt.
Louis blev født i en fattig bondefamilie i landsbyen Marousi, der lå, hvor man nu finder kvarteret, hvor de fortravlede hovedgader Vasilissis Sofias og Vasileos Konstantinou støder sammen i Athen. Louis' far solgte mineralvand i Athen, der dengang ikke havde en central vandforsyning, og hans søn hjalp ham med at transportere det.
Han navn kan transskriberes fra græsk på flere forskellige måder, og derfor ses hans fornavn også stavet Spyridon (Spyros) og hans efternavn Loues.

## Optakt til maratonløbet ved OL
Efter beslutningen i 1894 om at genoplive de olympiske lege gik man i gang med forberedelserne. En af konkurrencerne skulle være et "maratonløb" – en ukendt sportsgren i antikken, men nu foreslået af Sorbonne-professoren Michel Bréal som en hyldest til værtslandet. Han var inspireret af legenden om budbringeren Phidippedes, der efter slaget ved Marathon løb fra Marathon-sletten til Athen for at overbringe meddelelsen om Athens sejr.
For de græske deltagere blev der afholdt flere udtagelsesløb, arrangeret af borgmesteren i Marousi, oberst Papadiamantopoulos, der havde været Louis' officer under hans værnepligt i årene 1893-95. Louis klarede sig ikke godt i denne kvalifikationsfase, men Papadiamantopoulos hidsede sig op. "Vandsælgeren skal med!" råbte han og slog næven i udvalgets bord. Sådan blev det også. Baggrunden var nok, at obersten en gang havde glemt sine briller hjemme, da han skulle holde et foredrag for sine soldater. Louis tilbød at hente dem, løb de 22 km efter brillerne og tilbage igen i rekordfart, så obersten kunne holde sit foredrag.
Den 10. april (eller 29. marts efter den julianske kalender, der den gang blev brugt i Grækenland) var sat som dato for det olympiske maratonløb. Det græske publikum, der var begejstret for legene, var skuffet over, at ingen græker på det tidspunkt havde vundet nogen atletikkonkurrence. Særligt forsmædeligt var det, at sejren i diskoskast, en klassisk græsk disciplin, var gået til amerikaneren Robert Garrett. På grund af den tætte forbindelse til græsk historie var publikum optaget af, at maratonløbet blev vundet af en af deres landsmænd.

## Maratonløbet
I Marathon gav oberst Papadiamantopoulos startsignal for det lille felt af løbere, bestående af tretten grækere og fire udlændinge. Løbet gik ad støvede grusveje, langs hvilke massevis af græske tilskuere havde taget opstilling. I starten førte franskmanden Albin Lermusiaux, der tidligere var blevet nummer tre i 1.500 m-finalen.
I landsbyen Pikermi gjorde Louis holdt ved en lokal kro for at drikke et krus retsina. Efter at have spurgt om, hvor langt de andre løbere var foran, erklærede han selvsikkert, at han kom til at overhale dem alle inden målet på det olympiske stadion. Han løb i fustanella, det traditionelle, korte mandsskørt.
Efter 32 km var Lermusiaux udmattet og nødt til at udgå af løbet efter at være kollapset. Føringen blev overtaget af Teddy Flack, en australsk løber, der allerede havde vundet de olympiske 800 m og 1500 m-løb. Men Louis nærmede sig langsomt Flack, der ikke var vant til at løbe så lange distancer, og australieren kollapsede da også et par kilometer senere. Dermed var Louis i spidsen af løbet.
I mellemtiden var atmosfæren spændt på stadion, især efter, at en cyklist fortalte, at nu var den australske løber i front. Men endnu en budbringer blev sendt af sted af politiet, så snart Louis havde overtaget føringen, og da det forlød, at en græker førte løbet, begyndte de tusindvis af tilskuere at råbe "Hellene, hellene!" (= En græker, en græker). Da Louis nærmede sig stadion, ilede obersten op i den kongelige loge for at aflevere budskabet, mens folkemasserne brød ud i jubel. De to græske prinser – kronprins Konstantin og prins Georg – mødte vinderen ved stadions indgang og løb sammen med ham over målstregen under 70.000 tilskueres stormende jubel. Derefter bukkede vandsælgeren for resten af den kongelige familie, inden han fortsatte til garderoben. Louis var kommet i mål med i tiden 2:58:50, fire km foran nummer to, som også var en græker. Kun ni af de sytten startende gennemførte løbet.
Louis' sejr var startskuddet til en vild fejring, beskrevet i legenes officielle rapport:
"Here the Olympic Victor was received with full honour; the King rose from his seat and congratulated him most warmly on his success. Some of the King’s aides-de-camp, and several members of the Committee went so far as to kiss and embrace the victor, who finally was carried in triumph to the retiring room under the vaulted entrance. The scene witnessed then inside the Stadion cannot be easily described, and even foreigners were carried away by the general enthusiasm."
Efter sin sejr blev Louis kaldt til slottet, hvor kong Georg spurgte, mm han ikke havde et ønske, kongen kunne indfri. Det eneste, Louis kunne komme i tanke om var en hest og en vandvogn til hjælp i hans arbejde som vandbærer.
Festen blev ikke mindre af, at de næste to løbere på stadion, anden- og tredjepladsen, også var græske. Nummer tre, Spiridon Belokas, blev dog senere diskvalificeret, da man opdagede, at han havde fået et lift undervejs, og tredjepladsen gik i stedet til ungareren Gyula Kellner.
Efter sejren modtog Louis mange gaver fra sine landsmænd - alt fra juveler til gratis barberinger hos en barber resten af livet. Det vides ikke, om Louis tog imod alle disse gaver; han vendte i hvert fald tilbage til sin tilværelse som vandsælger i Marousi, og konkurrerede aldrig mere i løb.

## Efter OL
I 1926 blev Louis arresteret og fængslet for at have forfalsket militærdokumenter. Efter mere end et år i fængsel blev han frifundet. Affæren forårsagede ikke overraskende kraftig kritik i pressen.
Hans sidste offentlige fremtrædende var ved OL i Berlin i 1936, hvor han af arrangørerne var inviteret med som æresgæst. Efter af have båret det græske holds fane under åbningsceremonien blev han modtaget af sin beundrer Hitler, som han gav en olivengren fra Olympia som et symbol på fred.
Louis døde kun få uger før Tysklands invasion af Grækenland. Mange idrætsklubber i Grækenland og i udlandet bærer stadig hans navn, ligesom det olympiske stadion i Athen, hvor sommer-OL 2004 blev afholdt, er opkaldt efter ham (Spiridon Louis Stadion). Det gælder også vejen udenfor (Spiros Louis Avenue). Hans navn er gået ind i græsk med udtrykket Γίνομαι Λούης (= at blive Louis), dvs. at løbe i største hast.
Jayne Mansfield-filmen It Happened in Athens er en stærkt fiktionaliseret historie om Louis og maratonløbet.